# Tina Mrak
Tina Mrak, slovenska jadralka, * 6. februar 1988, Koper.
Tina Mrak je za Slovenijo nastopila na jadralskem delu Poletnih olimpijskih iger 2012 v Londonu, kjer je v paru s Tejo Černe v razredu 470 osvojila osemnajsto mesto. 
Nastopila je tudi na olimpijskih igrah 2016, kjer je z Veroniko Macarol osvojila šesto mesto. 
Julija 2017 sta z Veroniko Macarol na Svetovnem prvenstvu v grškem Solunu osvojili tretje mesto in se veselili bronaste medalje. To je bilo za njiju prvo odličje na tovrstnih tekmovanjih, pred tem pa sta bili že evropski prvakinji in bronasti na prvenstvu stare celine.
Skupaj z Macarolovo sta 28. januarja 2018 zmagali na prvi regati svetovnega pokala nove sezone v ameriškem Miamiju. To je bila za njiju prva zmaga na najvišjem svetovnem nivoju in največji dotedanji uspeh.